# Privilégio
Na antropologia e sociologia, o privilégio social (ou simplesmente privilégio) é um direito especial, vantagem ou imunidade concedida ou disponível (ou suposta como disponível) somente a uma pessoa ou grupo específico.
O termo é comumente usado no contexto da desigualdade social, particularmente em relação à idade, deficiência, categoria étnica ou racial, gênero, identidade de gênero, orientação sexual, religião e classe social.